# Gasthof An der alten Mühle

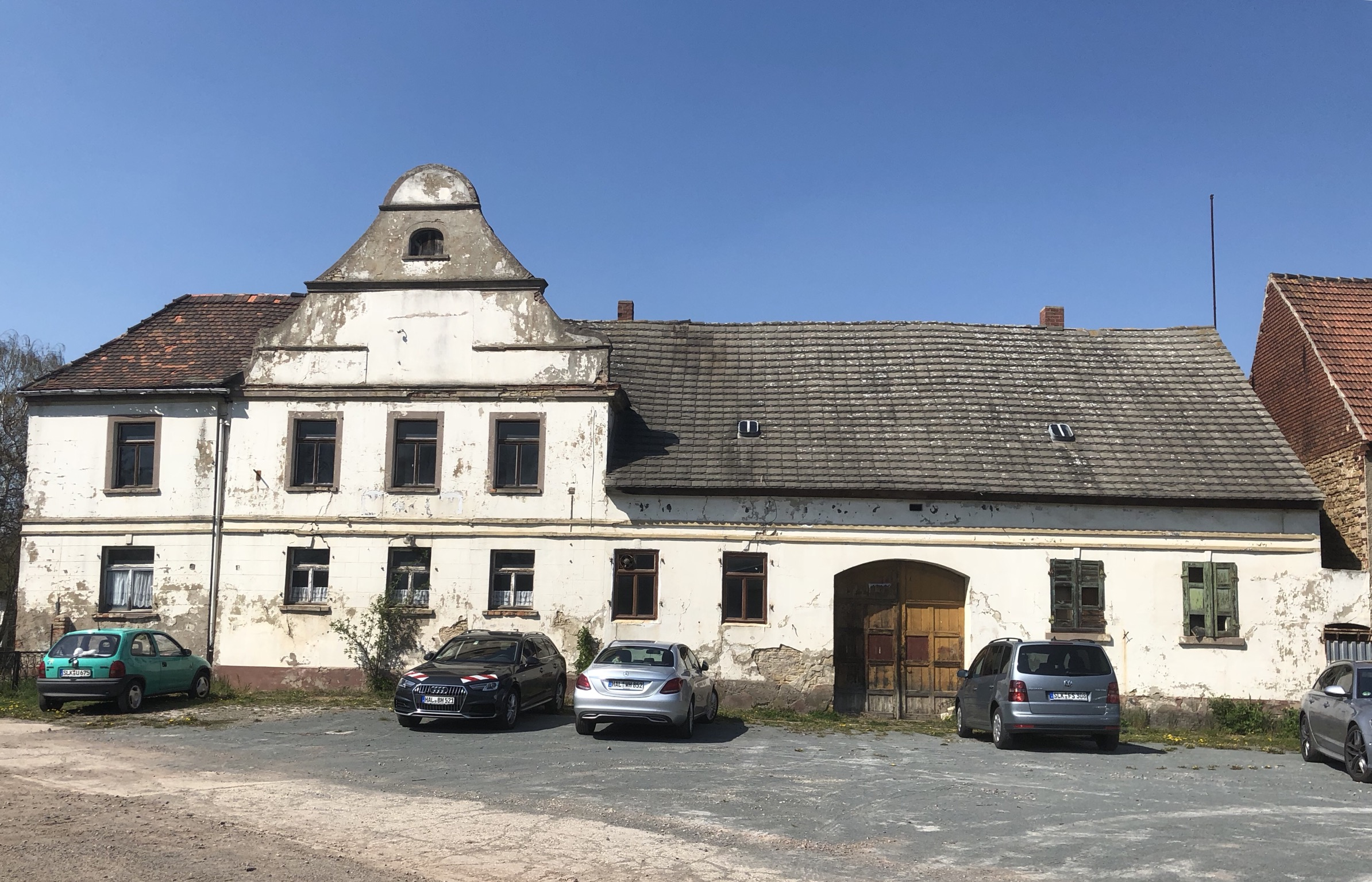
Gasthof An der alten Mühle

Der Gasthof An der alten Mühle ist ein denkmalgeschützter Gasthof in Klein Schierstedt bei Aschersleben in Sachsen-Anhalt.

## Lage
Er befindet sich im Ortszentrum des zu Aschersleben gehörenden Dorfs Klein Schierstedt, an der Adresse Insel 54. Östlich grenzt der gleichfalls denkmalgeschützte Bauernhof Insel 53 an. Nördlich des Grundstücks verläuft die Wipper, südlich der Mühlgraben.

## Geschichte und Architektur
Der Gasthof ging aus einem vierseitigen Gutshof hervor. Die Bausubstanz stammt aus der Zeit um 1800, Teile aus der zweiten Hälfte des 19. Jahrhunderts. Bemerkenswert ist ein nach Süden ausgerichteter prächtiger Schweifgiebel, der die sonst in diese Richtung traufständig ausgerichtete Gebäudezeile durchbricht. Östlich des vom Giebel überspannten Bereichs befindet sich eine große Toreinfahrt. Das Anwesen verfügt über einen von einem Tonnengewölbe bedeckten Keller.
Derzeit (Stand 2019) ist die Immobilie nicht als Gasthof in Betrieb.
Im örtlichen Denkmalverzeichnis ist der Gasthof unter der Erfassungsnummer 094 17294 als Baudenkmal verzeichnet.